# Team Saxo Bank/Saison 2006

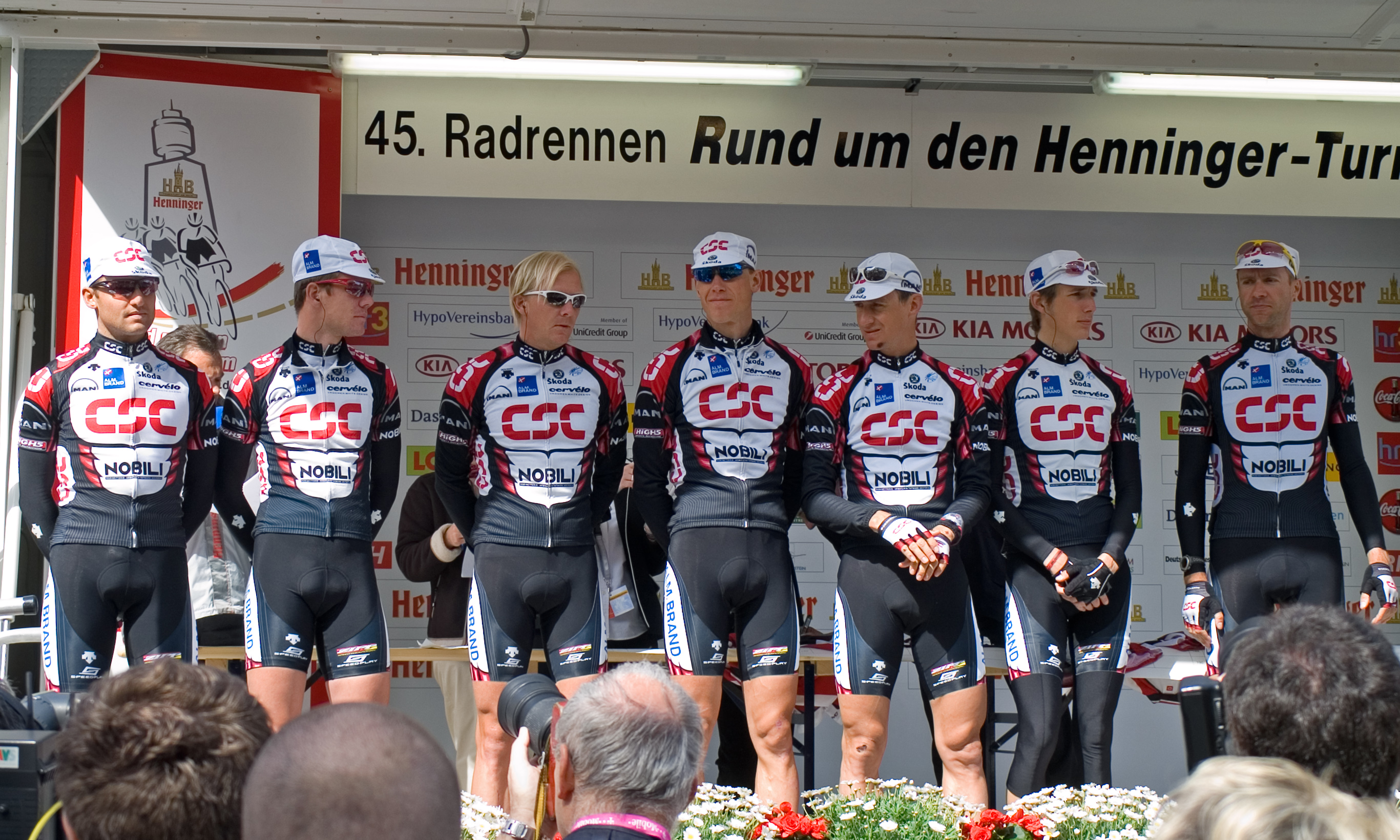
Rund um den Henninger-Turm (2006)

Bei den Frühjahrsklassikern zeigte das Team CSC zum ersten Mal seine Stärke. Fabian Cancellara gewann das Rennen durch die „Hölle des Nordens“ Paris–Roubaix und Fränk Schleck den Ardennen-Klassiker Amstel Gold Race.
Nach dem Sieg beim Critérium International ließ Ivan Basso verlauten, er wolle 2006 sowohl den Giro d’Italia als auch die Tour de France gewinnen. Sein Teamchef, Bjarne Riis, ging bei der Formulierung der Ziele noch weiter: 2006 will Team CSC alle drei großen Rundfahrten gewinnen. Für den Sieg bei der Vuelta nominierte Riis Carlos Sastre, der 2005 im Gesamtklassement der Spanienrundfahrt Zweiter wurde. Und das erste Ziel konnte Basso auch erreichen. Mit einer an Lance Armstrong erinnernden Dominanz gewann er den Giro d’Italia mit drei Etappensiegen und mehr als neun Minuten Vorsprung. Doch dann wurde die Planung des Team CSC über den Haufen geworfen. Einen Tag vor der Tour de France wurde Ivan Basso auf Grund belastender Beweise im Dopingskandal Fuentes von der Tour ausgeladen. Der eigentlich für die Vuelta vorgesehene Kapitän Carlos Sastre sollte nun den Platz von Ivan Basso einnehmen. Und das tat er auch so gut er konnte und belegte am Ende im Gesamtklassement den vierten Platz. Jens Voigt und Fränk Schleck sorgten für Etappensiege. Bei der Dänemark-Rundfahrt konnte Fabian Cancellara neben dem Gesamtsieg zwei Etappensiege feiern.
Danach begann die große Zeit des Jens Voigt. Bei der Deutschland Tour gewann er die zweite Etappe im Sprint einer Ausreißergruppe. Auf der ersten Bergetappe verlor Voigt auf den Tagessieger nur wenige Sekunden und schlüpfte ins Gelbe Trikot. Auf der Königsetappe mit Bergankunft zeigte Voigt erneut sein großes Kämpferherz. Zweieinhalb Kilometer vor dem Ziel konnte er nicht mehr mit Levi Leipheimer und Andrei Kaschetschkin mithalten, doch auf einem Flachstück ein Kilometer vor dem Ziel kämpfte er sich nochmal heran und gewann die Etappe im Sprint. Seine Dominanz unterstrich er am Tag darauf mit seinem souveränen Sieg im entscheidenden Einzelzeitfahren, womit er sich den Gesamtsieg bei der Deutschland Tour sicherte. Nur wenige Tage später siegte er erst beim ältesten deutschen Eintagesrennen Rund um die Hainleite und am nächsten Tag beim Sparkassen Giro Bochum.
Bei der Vuelta a Espana gewann die Mannschaft den Auftakt im Mannschaftszeitfahren. Somit unterstrich das Team, dass es das Maß aller Dinge in dieser Disziplin ist, nachdem sie bereits in derselben Disziplin beim Giro triumphierten und sich den Sieg beim Mannschaftszeitfahren Eindhoven in Eindhoven holten. Das goldene Trikot des Spitzenreiters musste Kapitän Carlos Sastre nach einem Tag wieder abgeben.
Bei der Straßen-WM konnten zwei CSC-Profis Medaillen im Einzelzeitfahren holen. Für die Schweizer Nationalmannschaft holte Fabian Cancellara die Goldmedaille und David Zabriskie gewann im Trikot der USA Silber.
Bei den Herbstklassikern zeigten sich Stuart O’Grady und Kurt Asle Arvesen. O’Grady holte bei der Meisterschaft von Zürich den zweiten Platz und wurde Dritter bei Paris–Tours, wo Arvesen Platz zwei belegte. Damit sicherte sich das Team schon vorzeitig den Sieg in der Mannschaftswertung der UCI ProTour 2006.

## Erfolge

### Erfolge in der ProTour
| Datum            | Rennen                           | Fahrer            |
| ---------------- | -------------------------------- | ----------------- |
| 5. März          | Prolog Paris-Nizza               | Bobby Julich      |
| 12. März         | 5. Etappe Tirreno–Adriatico      | Fabian Cancellara |
| 9. April         | Paris–Roubaix                    | Fabian Cancellara |
| 16. April        | Amstel Gold Race                 | Fränk Schleck     |
| 11. Mai          | 5. Etappe Giro d’Italia (MZF)    | CSC               |
| 14. Mai          | 8. Etappe Giro d’Italia          | Ivan Basso        |
| 15. Mai          | 1. Etappe Katalonien-Rundfahrt   | Fabian Cancellara |
| 23. Mai          | 16. Etappe Giro d’Italia         | Ivan Basso        |
| 27. Mai          | 20. Etappe Giro d’Italia         | Ivan Basso        |
| 6. bis 28. Mai   | Gesamtwertung Giro d’Italia      | Ivan Basso        |
| 4. Juni          | Prolog Dauphiné Libéré           | David Zabriskie   |
| 7. Juni          | 3. Etappe Dauphiné Libéré (EZF)  | David Zabriskie   |
| 18. Juni         | Mannschaftszeitfahren Eindhoven  | CSC               |
| 15. Juli         | 13. Etappe Tour de France        | Jens Voigt        |
| 18. Juli         | 15. Etappe Tour de France        | Fränk Schleck     |
| 3. August        | 2. Etappe Deutschland Tour       | Jens Voigt        |
| 7. August        | 6. Etappe Deutschland Tour       | Jens Voigt        |
| 8. August        | 7. Etappe Deutschland Tour (EZF) | Jens Voigt        |
| 1. bis 9. August | Gesamtwertung Deutschland Tour   | Jens Voigt        |
| 26. August       | 1. Etappe Vuelta a España (MZF)  | CSC               |

### Erfolge in der Europe Tour
| Datum                       | Rennen                                | Fahrer                |
| --------------------------- | ------------------------------------- | --------------------- |
| 25. bis 26. März            | Gesamtwertung Critérium International | Ivan Basso            |
| 9. April                    | Klasika Primavera                     | Carlos Sastre         |
| 29. April                   | GP Herning                            | Allan Johansen        |
| 31. Mai bis 4. Juni         | Gesamtwertung Luxemburg-Rundfahrt     | Christian Vande Velde |
| 16. Juni                    | 3. Etappe Ster Elektrotoer            | Jens Voigt            |
| 14. bis 17. Juni            | Gesamtwertung Ster Elektrotoer        | Kurt Asle Arvesen     |
| 3. August                   | 2. Etappe Paris–Corrèze               | Marcus Ljungqvist     |
| 3. August                   | 2. Etappe Dänemark-Rundfahrt          | Fabian Cancellara     |
| 5. August                   | 5. Etappe Dänemark-Rundfahrt          | Fabian Cancellara     |
| 2. bis 6. August            | Gesamtwertung Dänemark-Rundfahrt      | Fabian Cancellara     |
| 12. August                  | Rund um die Hainleite                 | Jens Voigt            |
| 13. August                  | Sparkassen Giro Bochum                | Jens Voigt            |
| 29. August                  | 1. Etappe Tour of Britain             | Martin Pedersen       |
| 29. August bis 3. September | Gesamtwertung Tour of Britain         | Martin Pedersen       |
| 14. September               | 2. Etappe 3 Länder-Tour               | Karsten Kroon         |
| 16. September               | 4. Etappe 3 Länder-Tour               | Luke Roberts          |
| 17. September               | 5. Etappe 3 Länder-Tour               | Karsten Kroon         |

## Team 2006
| Name                 | Geburtstag         | Nationalität       |
| -------------------- | ------------------ | ------------------ |
| Kurt Asle Arvesen    | 9. Februar 1975    | Norwegen           |
| Lars Bak             | 16. Januar 1980    | Dänemark           |
| Ivan Basso           | 26. November 1977  | Italien            |
| Michael Blaudzun     | 30. April 1973     | Dänemark           |
| Matti Breschel       | 31. August 1984    | Dänemark           |
| Fabian Cancellara    | 18. März 1981      | Schweiz            |
| Íñigo Cuesta         | 3. Juni 1969       | Spanien            |
| Wolodymyr Hustow     | 15. Februar 1977   | Ukraine            |
| Allan Johansen       | 14. Juli 1971      | Dänemark           |
| Bobby Julich         | 18. November 1971  | Vereinigte Staaten |
| Kasper Klostergård   | 22. Mai 1983       | Dänemark           |
| Karsten Kroon        | 29. Januar 1976    | Niederlande        |
| Marcus Ljungqvist    | 26. Oktober 1974   | Schweden           |
| Giovanni Lombardi    | 26. Juni 1969      | Italien            |
| Peter Luttenberger   | 13. Dezember 1972  | Österreich         |
| Lars Michaelsen      | 13. März 1969      | Dänemark           |
| Christian Müller     | 1. März 1982       | Deutschland        |
| Stuart O’Grady       | 6. August 1973     | Australien         |
| Martin Pedersen      | 15. April 1983     | Dänemark           |
| Andrea Peron         | 14. August 1971    | Italien            |
| Jakob Piil           | 9. März 1973       | Dänemark           |
| Luke Roberts         | 25. Januar 1977    | Australien         |
| Carlos Sastre Candil | 22. April 1975     | Spanien            |
| Andy Schleck         | 10. Juni 1985      | Luxemburg          |
| Fränk Schleck        | 15. April 1980     | Luxemburg          |
| Nicki Sørensen       | 14. Mai 1975       | Dänemark           |
| Brian Vandborg       | 4. Dezember 1981   | Dänemark           |
| Christian Vandevelde | 22. Mai 1976       | Vereinigte Staaten |
| Jens Voigt           | 17. September 1971 | Deutschland        |
| David Zabriskie      | 12. Januar 1979    | Vereinigte Staaten |